# Bzince pod Javorinou
Bzince pod Javorinou (in ungherese Botfalu) è un comune della Slovacchia facente parte del distretto di Nové Mesto nad Váhom, nella regione di Trenčín.
Ha dato i natali alla poetessa e scrittrice Ľudmila Podjavorinská (1872-1951).